# Le Fleix
Le Fleix (tiếng Occitan là Lo Flèis) là một xã ở vùng Aquitaine, trong tỉnh Dordogne của Pháp.
Le Fleix có diện tích 18,05 km2, dân số năm 1999 là 1345 người. Xã này nằm ở khu vực có độ cao trung bình 18 m trên mực nước biển.

## Thông tin nhân khẩu
| Năm | 1962  | 1968  | 1975  | 1982  | 1990  | 1999  |
| --- | ----- | ----- | ----- | ----- | ----- | ----- |
| Dân số | 1 129 | 1 253 | 1 224 | 1 241 | 1 278 | 1 345 |
| From the year 1962 on: No double counting—residents of multiple communes (e.g. students and military personnel) are counted only once. |       |       |       |       |       |       |